# Kalangadoo
Kalangadoo är en ort i Australien. Den ligger i kommunen Wattle Range och delstaten South Australia, omkring 350 kilometer sydost om delstatshuvudstaden Adelaide. Antalet invånare är 542.
Runt Kalangadoo är det mycket glesbefolkat, med 5 invånare per kvadratkilometer.. Närmaste större samhälle är Glencoe, omkring 17 kilometer sydväst om Kalangadoo. 
Trakten runt Kalangadoo består till största delen av jordbruksmark. Genomsnittlig årsnederbörd är 896 millimeter. Den regnigaste månaden är juni, med i genomsnitt 151 mm nederbörd, och den torraste är februari, med 15 mm nederbörd.